# Stoney (bevanda)

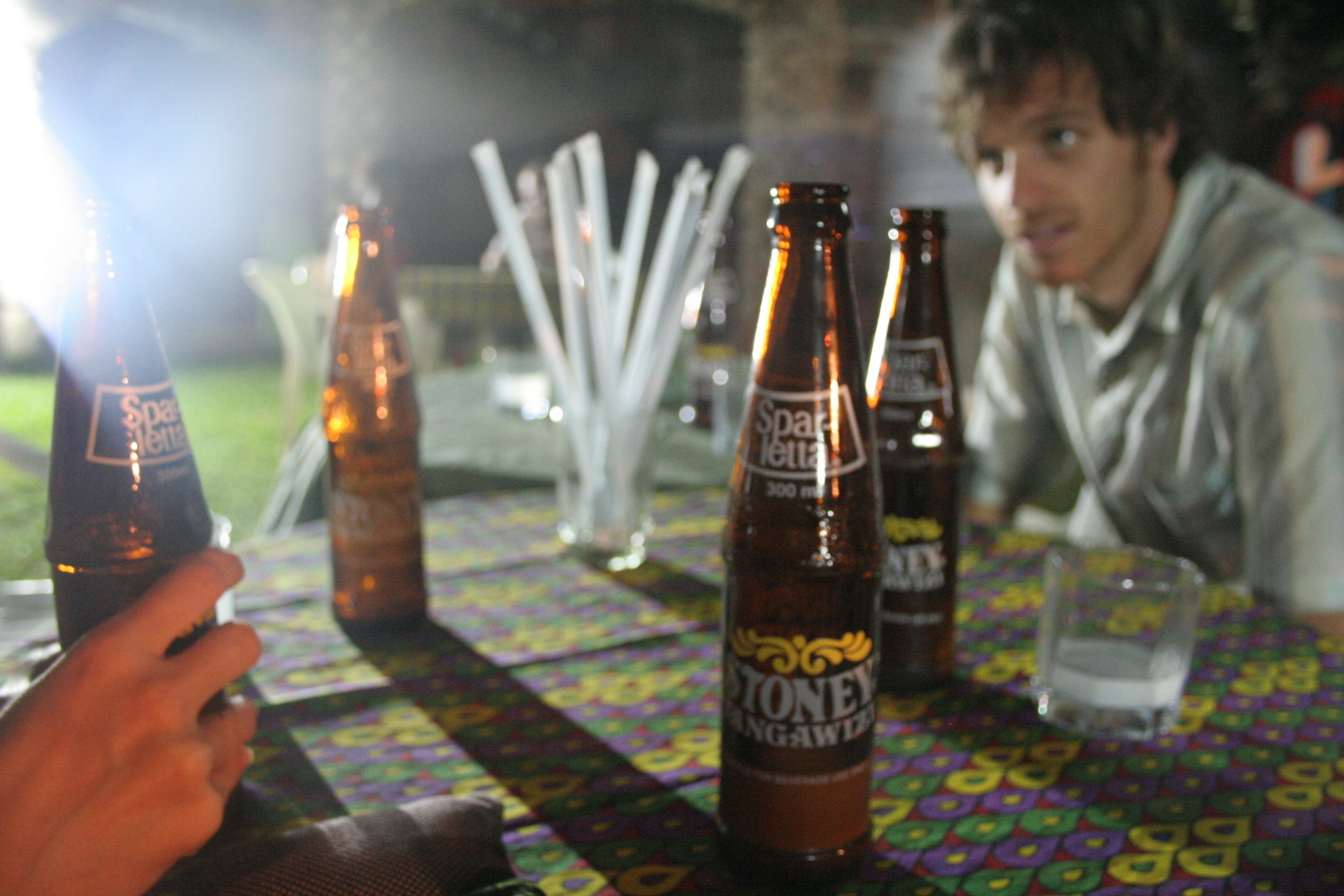
Alcune bottiglie di Stoney tangawizi

La Stoney Ginger Beer o Stoney tangawizi è una bibita analcolica (soft drink) allo zenzero venduta in alcune zone dell'Africa. La parola tangawizi o tangawisi in swahili significa zenzero.
La bevanda è prodotta e venduta dalla Coca-Cola; è imbottigliata in bottiglie da 300 ml in Kenya e 350 ml in Tanzania, di colore marrone.

## Storia
È stata ufficialmente introdotta nel mercato Africano nel 1971 come uno dei più di 400 prodotti della Coca-Cola.
Originariamente era già stata prodotta in Inghilterra nel 1700 circa, ricavata  dalla Ginger beer plant (GBT), un insieme di microrganismi che producono diossido di carbonio e alcol nel processo di fermentazione, che la rendevano di fatto alcolica.
I produttori di massa di birre allo zenzero come Coca-Cola e Bundaberg Rum, carbonano la bevanda senza fermentazione, per ottenere un prodotto analcolico.

## Caratteristiche
Ha un intenso sapore di zenzero che permane in bocca al bevitore; per la sua persistenza può risultare troppo forte per il turista.

## Il tangawisi
Storicamente il tangawisi è una bevanda con presunti effetti medicinali originaria del popolo Bakongo, nella provincia Bas-Congo del Congo. Si produce utilizzando una grande quantità di zenzero spezzettato e mescolato con succo dell'albero di mango. Alcuni congolesi gli attribuiscono effetti afrodisiaci, per altro essendo noti quelli derivanti dallo zenzero.